# حاتم الضامن
حاتم صالح الضامن (1938- 13 فبراير 2013) باحث ومحقِّق عراقي.

## سيرته
ولد حاتم صالح الضامن الجبوري، ببغداد سنة 1938 وانهى دراسته الابتدائية سنة 1952 والمتوسطة سنة 1955 والاعدادية في ثانوية الاعظمية سنة 1957 ودخل قسم اللغة العربية في كلية الاداب –جامعة بغداد وتخرج سنة 1961 ..عين مدرسا في المدارس المتوسطة والثانوية قرابة 20 عاما ثم نقل خدماته إلى وزارة التعليم العالي والبحث العلمي وعين مدرسا في قسم اللغة العربية بكلية الاداب –جامعة بغداد سنة 1977 واصبح يدرس فقه اللغة وقد رقي إلى مرتبة أستاذ مساعد في 4 شباط سنة 1983 وعين رئيسا للقسم في 18 شباط سنة 1984 ثم أصبح معاونا للعميد للدراسات العليا ورقي إلى مرتبة للاستاذية في 12 اذار سنة 1989 ،
تولى رئاسة تحرير مجلة كلية الاداب.حضر ندوات ومؤتمرات كثيرة داخل العراق وخارجه.كما اشرف على رسائل واطروحات كثيرة وترك العراق في اوائل التسعينات من القرن الماضي. قدم للمكتبة العربية قرابة 80 كتابا وله عدد كبير من البحوث المنشورة وقد عمل لفترة خبيرا في المجمع العلمي العراقي كما كان عضوا في الهيئة الاستشارية لمجلة المورد التراثية من سنة 1983 حتى سنة 1991.
وعضوا في لجنة توحيد مناهج اللغة العربية للدراسات العليا في جامعات العراق.
وعضوا في لجنة تأليف كتب قواعد اللغة العربية للدراستين المتوسطة والاعدادية. كما عمل عضوا في لجنة احياء وتحقيق التراث الإسلامي في مؤسسة بيت الحكمة ببغداد وعندما سافر إلى الإمارات اشتغل استاذا للدراسات العليا بكلية الدراسات الإسلامية هناك واستقر في مركز جمعة الماجد للثقافة والتراث بدبي خبيرا بالمخطوطات.

## التعليم
أنهى حاتم الضامن الدراسة المتوسطة في متوسطة الأعظمية سنة 1955م، والدراسة الإعدادية في ثانوية الأعظمية سنة 1957م.
حصل على البكالوريوس في اللغة العربية من كلية الآداب، جامعة بغداد، سنة 1961م، كما حصل من الجامعة نفسها على الماجستير في الآداب عام 1973 والدكتوراة عام 1977.

## العمل
انتقل للعمل في كلية الآداب بجامعة بغداد سنة 1980م مدرسًا للمكتبة والنحو وفقه اللغة؛ رقي إلى أستاذ مساعد في 4/12/1983. ثم أصبح رئيسًا لقسم اللغة العربية في 18/1/1984م، وأصبح معاونًا للعميد للدراسات العليا في 3/3/1986م. عين رئيسًا لقسم اللغة العربية ثانية في 14/2/1988م. رقي إلى أستاذ في 12/3/1989م.
إضافةً لعمله في جامعة بغداد، كان الضامن خبيرًا بالمجمع العلمي العراقي منذ سنة 1983، وعضو استشاري لمجلة المورد التراثية بين عامي 1983 و1991، ومجلة الشريعة والقانون (كلية الشريعة والقانون) بجامعة الإمارات العربية المتحدة. شارك في تحرير عدد من الدوريات العربية كمجلة كلية الآداب بجامعة بغداد، ومجلة كلية الدراسات الإسلامية والعربية بدبي
ومجلة آفاق الثقافة والتراث بدبي.

## منهجه في تحقيق المخطوطات
المنهج الأمثل في تحقيق المخطوطات أو المدرسة العراقية في تحقيق المخطوطات وتوجد له نسختان خطية ومطبوعة ويعد المنهج الأمثل الأسلوب الأنسب الذي ارتآه العلامة الأستاذ الدكتور حاتم الضامن وهو عبارة عن كراس صغير وضح فيه أبرز وأهم الخطوات في تحقيق المخطوطات واسم المؤلف الأصلي في البداية كان (المدرسة العراقية في تحقيق المخطوطات) لكنه ارتأى أن يسميه (المنهج الأمثل في تحقيق المخطوطات) لاعتبارات عدة وتواضعاً منه، وقد تتلمذ على يديه وتعلم أصول هذه المدرسة طلبة كثر ومن بلدان عدة، وكان آخرهم في ماليزيا حيث عقدت له يرحمه الله تعالى دورة تدريبية حاضر من خلالها منهجه في تحقيق المخطوطات على نخبة من الطلبة والباحثين والأساتذة على هامش مؤتمر مخطوطات علوم القرآن والتفسير الذي عقده مركز بحوث القرآن بجامعة ملايا_ ماليزيا بالتعاون مع بيت الحكمة_ العراق، وذلك في العاصمة الماليزية كوالالمبور في أغسطس 2012م، والتي أجاز بعدها يرحمه الله تلميذه الدكتور صالح محمد زكي اللهيبي بالمنهج الأمثل في تحقيق المخطوطات، وكانت قد عقدت له يرحمه الله قبلها دورة تدريبية مشتركة في نفس العام مع المحقق الأستاذ الدكتور بشار عواد معروف في المنتدى الإسلامي بالشارقة.

## مؤلفاته وتحقيقاته
| تسلسل | عـنوان الكـتـاب                                                        | مكان الطـبع وتـاريخـه                 |
| ----- | ---------------------------------------------------------------------- | ------------------------------------- |
| 1     | شعر يزيد بن الطثرية                                                    | بغداد 1973م                           |
| 2     | شعر الخليل بن أحمد                                                     | بغداد 1973م                           |
| 3     | شعر المخبل السعدي                                                      | بغداد 1973م                           |
| 4     | ما لم ينشر من الأمالي الشجرية                                          | بغداد 1974م بيروت 1983م               |
| 5     | رسالة الريح لابن خالويه                                                | بغداد 1974م بغداد 1987م               |
| 6     | شعر الكميت بن معروف                                                    | بغداد 1975م                           |
| 7     | شعر بكر بن النطاح                                                      | بغداد 1975م                           |
| 8     | مشكل إعراب القرآن لمكي بن أبي طالب (1-2)                               | بغداد 1975م، بيروت 1984م، دمشق 2003م  |
| 9     | شعر نهشل بن حري                                                        | بغداد 1975م، بيروت 2011م              |
| 10    | شعر مزاحم العقيلي (بالمشاركة)                                          | القاهرة 1976م                         |
| 11    | ديوان معن بن أوس (بالمشاركة)                                           | بغداد 1977م                           |
| 12    | المصفى بأكف أهل الرسوخ لابن الجوزي                                     | بغداد 1977م، بيروت 1984م              |
| 13    | عشر رسائل للجاحظ                                                       | بغداد 1978م                           |
| 14    | فرائد الفوائد للأنباري                                                 | بغداد 1978م                           |
| 15    | رسالة البلاغة والإيجاز للجاحظ                                          | بغداد 1978م                           |
| 16    | شعر سويد بن كراع                                                       | بغداد 1979م                           |
| 17    | شعر قيس بن الحدادية                                                    | بغداد 1979م                           |
| 18    | قصائد نادرة من منتهى الطلب                                             | بغداد 1979م بيروت 1983م               |
| 19    | نظرية النظم - تاريخ وتطور                                              | بغداد 1979م                           |
| 20    | ما لم ينشر من تراث الجاحظ                                              | بغداد 1979م                           |
| 21    | الزاهر لابن الأنباري (1-2)                                             | بيروت 1979م، بيروت 1992م، دمشق 2004م  |
| 22    | الاعتماد في نظائر الظاء والضاد لابن مالك                               | بغداد 1980م بيروت 1984م               |
| 23    | المسائل السفرية في النحو لابن هشام                                     | بغداد 1980م بيروت 1983م               |
| 24    | الناسخ والمنسوخ لقتادة                                                 | بغداد 1980م بيروت 1984م               |
| 25    | منـثور الفوائد لأبي البركات الأنباري                                   | بغداد 1981م، بيروت 1983م، بيروت 1990م |
| 26    | المدخل إلى تقويم اللسان للخمي                                          | بغداد 1981م بيروت 2003م               |
| 27    | شاعران من فرسان القادسية (بالمشاركة)                                   | بغداد 1981م                           |
| 28    | خير الكلام في التقصي عن أغلاط العوام                                   | بغداد 1981م بيروت 1983م               |
| 29    | ناسخ القرآن العزيز ومنسوخه لابن البارزي                                | بغداد 1982م بيروت 1983م               |
| 30    | معرفة الضاد والظاء للصقلي                                              | بغداد 1982م بيروت 1985م               |
| 31    | كفاية الطالب لابن الأثير (بالمشاركة)                                   | الموصل 1982م                          |
| 32    | الحلبة في أسماء الخيل للصاحبي التاجي                                   | بغداد1983م بيروت 1985م                |
| 33    | الانتخاب لكشف الأبيات المشكلة الإعراب لابن عدلان                       | بغداد 1983م بيروت 1985م               |
| 34    | السلاح لأبي عبيد                                                       | بغداد 1983م بيروت 1985م               |
| 35    | الفرق لثابت بن أبي ثابت                                                | بغداد 1984م بيروت 1985م               |
| 36    | الأزمنة لقطرب                                                          | بغداد 1984م بيروت 1985م               |
| 37    | سهم الألحاظ في وهم الألفاظ لابن الحنبلي                                | بغداد 1984م بيروت 1985م               |
| 38    | إصلاح غلط المحدثين للخطابي                                             | بغداد 1984م بيروت 1985م               |
| 39    | التذكرة الفخرية للأربلي                                                | بغداد 1984م، بيروت 1987م، دمشق 2004م  |
| 40    | ما لم ينشر من الحلبة                                                   | بغداد 1985م                           |
| 41    | أسماء خيل العرب وفرسانها لابن الأعرابي                                 | بغداد 1985م دمشق 2003م                |
| 42    | النخلة لأبي حاتم السجستاني                                             | بغداد 1985م الموصل 1991م              |
| 43    | غلط الضعفاء من الفقهاء لابن بري                                        | بغداد 1985م بيروت1989م                |
| 44    | بيان السبب الموجب لاختلاف القراءات للمهدوي                             | الكويت 1985م                          |
| 45    | نسب الخيل لابن الكلبي                                                  | بغداد1985م دمشق 2003م                 |
| 46    | الفرق لأبي حاتم السجستاني                                              | بغداد 1986م                           |
| 47    | شعر القحيف العقيلي                                                     | بغداد 1986م                           |
| 48    | شعر الفند الزماني                                                      | بغداد 1986م                           |
| 49    | ملاحظات على حاشية بن بري على المعرب                                    | بغداد 1986م                           |
| 50    | قواعد اللغة العربية (الأول المتوسط) بالمشاركة                          | بغداد 1987م                           |
| 51    | قواعد اللغة العربية (الثاني المتوسط) بالمشاركة                         | بغداد 1987م                           |
| 52    | قواعد اللغة العربية (الثالث المتوسط) بالمشاركة                         | بغداد 1987م                           |
| 53    | قواعد اللغة العربية (الرابع العام) بالمشاركة                           | بغداد 1987م                           |
| 54    | قواعد اللغة العربية (الخامس العلمي) بالمشاركة                          | بغداد 1987م                           |
| 55    | قواعد اللغة العربية (الخامس الأدبي) بالمشاركة                          | بغداد 1987م                           |
| 56    | قواعد اللغة العربية (السادس العلمي) بالمشاركة                          | بغداد 1987م                           |
| 57    | قواعد اللغة العربية (السادس الأدبي) بالمشاركة                          | بغداد 1987م                           |
| 58    | الناسخ والمنسوخ للزهري                                                 | بغداد 1987م بيروت 1988م               |
| 59    | دقائق التصريف للمؤدب                                                   | بغداد 1987م دمشق 2004م                |
| 60    | ديوان عدي بن الرقاع العاملي (بالمشاركة)                                | بغداد 1987م                           |
| 61    | شرح مقصورة ابن دريد للجواليقي (بالمشاركة)                              | بغداد 1987م                           |
| 62    | أربعة كتب في التصحيح اللغوي للخطابي، وابن بري، وابن الحنبلي، وابن بالي | بيروت 1987م                           |
| 63    | كتابان في الفرق للسجستاني ولثابت                                       | بيروت 1987م                           |
| 64    | شعراء مقلون                                                            | بيروت 1987م                           |
| 65    | كتابان في الخيل (بالمشاركة)                                            | بيروت 1987م                           |
| 66    | ما لم ينشر من كتاب العشرات للقزاز                                      | بغداد 1988م                           |
| 67    | الوجوه والنظائر في القرآن الكريم لهارون بن موسى                        | بغداد 1988م، عمان 2002م               |
| 68    | البحث والمكتبة (بالمشاركة)                                             | الموصل 1988م                          |
| 69    | رسالة الخط والقلم المنسوبة لابن قتيبة                                  | بغداد 1988م، بيروت 1989م              |
| 70    | مواد البيان لعلي بن خلف الكاتب                                         | بغداد 1988م، دمشق2003م                |
| 71    | المجيد في إعراب القرآن المجيد للسفاقسي                                 | بغداد 1988م                           |
| 72    | ظاءات القرآن للسرقوسي                                                  | بغداد 1989م                           |
| 73    | علم اللغة                                                              | الموصل 1989م                          |
| 74    | حصر حرف الظاء للخولاني                                                 | بغداد 1989م، الموصل 1991م             |
| 75    | أربعة كتب في الناسخ والمنسوخ                                           | بيروت 1989م                           |
| 76    | الإفصاح ببعض ما جاء من الخطأ في كتاب الإيضاح لابن الطراوة              | بغداد1990م، بيروت 1996م               |
| 77    | مسائل منثورة في التفسير والعربية والمعاني لابن بري                     | بغداد1990م                            |
| 78    | كحل العيون النجل في حل مسألة الكحل لابن الحنبلي                        | بيروت 1990م، بغداد 1994م              |
| 79    | فقه اللغة                                                              | الموصل1990م الشارقة 2007م             |
| 80    | عشرة شعراء مقلون                                                       | الموصل 1990م                          |
| 81    | بحوث ودراسات في اللغة وتحقيق النصوص                                    | الموصل 1990م                          |
| 82    | نصوص محققة في علوم القرآن                                              | الموصل 1990م                          |
| 83    | الفوائد العجيبة في إعراب الكلمات الغريبة لابن عابدين                   | بيروت 1990م                           |
| 84    | نصوص محققة في اللغة والنحو                                             | الموصل 1991م                          |
| 85    | الصّرف                                                                  | الموصل 1991م                          |
| 86    | المستدرك على ديوان أبي الفتح البستي                                    | دمشق 1991م                            |
| 87    | المستدرك على شعر أبي هلال العسكري                                      | دمشق 1992م                            |
| 88    | القادري في التعبير لنصر بن يعقوب الدينوري                              | بغداد 1992م                           |
| 89    | ما لم ينشر من سهم الألحاظ لابن الحنبلي                                 | عمان 1993م                            |
| 90    | شرح أبيات الداني الأربعة في أصول ظاءات القرآن لمجهول                   | دمشق 1994م                            |
| 91    | مرشد القارئ إلى تحقيق معالم المقارئ للسماتي القسم الأول                | عمان 1995م، عمان 2002م                |
| 92    | كيفية أداء الضاد لساجقلي زاده                                          | دمشق 1995م                            |
| 93    | شروط الحال وأحكامها لابن بري                                           | دمشق 1996م                            |
| 94    | المذكر والمؤنث لأبي حاتم السجستاني                                     | دمشق 1997م                            |
| 95    | أربعة كتب في علوم القرآن                                               | بيروت 1997م                           |
| 96    | جر الذيل في علم الخيل للسيوطي                                          | بغداد 1998م                           |
| 97    | المستدرك على الشعراء                                                   | بيروت 1998م                           |
| 98    | ثلاثة كتب لأبي البركات الأنباري                                        | دمشق 2002م                            |
| 99    | الإنباء في تجويد القرآن لابن الطحان                                    | دبي 1999م، الشارقة 2007م              |
| 100   | مرشد القارئ لابن الطحان (بقسميه)                                       | عمان 1999م، عمان 2002م الشارقة 2007م  |
| 101   | رسالة في لو الامتناع لابن بري                                          | عمان 1999م                            |
| 102   | أفراد كلمات القرآن العزيز لابن فارس                                    | الرياض 1999م                          |
| 103   | أحكام كل وما عليه تدل للسبكي                                           | عمان 2000م                            |
| 104   | تسمية الشيء باسم الشيء لابن بري                                        | دبي 2000م                             |
| 105   | التهذيب بمحكم الترتيب لابن شهيد                                        | بيروت 2001م                           |
| 106   | فصول غير منشورة لابن بري                                               | دبي 2001م                             |
| 107   | المنهج الأمثل في تحقيق المخطوطات                                       | دبي 2001م                             |
| 108   | كتابان في النحو للنحاس ولابن الحنبلي                                   | دمشق 2004م                            |
| 109   | قطر السيل في أمر الخيل للبلقيني                                        | دمشق 2005م                            |
| 110   | الاكتفاء في القراءات السبع المشهورات لإسماعيل ابن خلف                  | دمشق 2005م                            |
| 111   | التهذيب لما تفرد به كل قارئ من القراء السبعة لأبي عمرو الداني          | دمشق 2005م                            |
| 112   | قراءة الكسائي للكرماني                                                 | دمشق 2005م                            |
| 113   | معرفة الفرق بين الظاء والضاد لابن الصابوني                             | دمشق 2005م                            |
| 114   | خمسة نصوص محققة لابن بري                                               | دمشق 2003م                            |
| 115   | الخيل للأصمعي                                                          | دمشق 2005م                            |
| 116   | فوائد النيل بفضائل الخيل للطبري المكي                                  | دمشق 2005م                            |
| 117   | الوجوه والنظائر في القرآن العظيم لمقاتل بن سليمان                      | دمشق 2006م                            |
| 118   | المفتاح في اختلاف القرَأة السبعة المسمين بالمشهورين لعبد الوهاب القرطبي | دمشق 2006م                            |
| 119   | الفرق بين الضاد والظاء لأبي عمرو الداني                                | دمشق 2006م                            |
| 120   | تكملة إصلاح ما تغلط فيه العامة للجواليقي                               | دمشق 2006م                            |
| 121   | ذكر أعضاء الإنسان للغزي                                                | دمشق 2003م                            |
| 122   | المصباح في الفرق بين الضاد والظاء للحراني                              | دمشق 2003م                            |
| 123   | الفرق بين الضاد والظاء للموصلي                                         | دمشق 2003م                            |
| 124   | الإبل للأصمعي                                                          | دمشق 2003م                            |
| 125   | ابن الأنباري سيرته ومؤلفاته                                            | دمشق 2004م                            |
| 126   | الضاد والظاء لابن سهيل النحوي                                          | دمشق 2004م                            |
| 127   | الفرق بين الضاد والظاء للزنجاني                                        | دمشق 2004م                            |
| 128   | الظاء لابن أبي الحجاج المقدسي                                          | دمشق 2004م                            |
| 129   | المصطلحات والرموز للقرّاء                                               | بغداد 1999م                           |
| 130   | التيسير في القراءات السبع لأبي عمرو الداني                             | الشارقة 2007م                         |
| 131   | المكتبة                                                                | الشارقة 2007م                         |
| 132   | مفردة نافع / أبو عمرو الداني                                           | دمشق 2007م، الدمّام 2011م              |
| 133   | مفردة ابن كثير / أبو عمرو الداني                                       | دمشق 2007م، الدمّام 2011م              |
| 134   | مفردة أبي عمرو بن العلاء / أبو عمرو الداني                             | دمشق 2007م، الدمّام 2011م              |
| 135   | مرسوم الخط / ابن الأنباري                                              | دمشق 2007م                            |
| 136   | هجاء مصاحف الأمصار / المهدوي                                           | دمشق 2007م                            |
| 137   | مفردة يعقوب الحضرميّ / أبو عمرو الداني                                  | الدمام 1429ه = 2009م                  |
| 138   | المُجيد في إعراب القرآن المَجيد / السفاقسيّ                               | الدمام 1430ه = 2009م                  |
| 139   | الموجز في شرح أداء القرَّاء السّبعة / الأهوازيّ                            | الدمام 1430ه = 2010م                  |
| 140   | مفردة ابن عامر / أبو عمرو الداني                                       | الدمام 2011م                          |
| 141   | مفردة عاصم / أبو عمرو الداني                                           | الدمام 2011م                          |
| 142   | مفردة حمزة / أبو عمرو الداني                                           | الدمام 2011م                          |
| 143   | مفردة الكسائيّ / أبو عمرو الداني                                        | الدمام 2011م                          |
| 144   | ناسخ القرآن ومنسوخه / الهمذاني                                         | دبي 2011م                             |
| 145   | الإيجاز في معرفة ما في القرآن من منسوخ وناسخ / ابن بركات المصري        | دبي 2011م                             |
| 146   | المقتع في معرفة مرسوم مصاحف أهل الأمصار / أبو عمرو الداني              | بيروت 2011م                           |
| 147   | ديوان الخليل بن أحمد الفراهيدي                                         | بيروت 2011م                           |
| 148   | ديوان نهشل بن حرّي                                                      | بيروت 2011م                           |
| 149   | ديوان معن بن أوس                                                       | بيروت 2012م                           |
| 150   | ديوان القُحَيف العُقَيلي                                                   | بيروت 2012م                           |
| 151   | ديوان يزيد بن الطثرية                                                  | بيروت 2012م                           |
| 152   | ديوان بكر بن النطاح                                                    | بيروت 2012م                           |
| 153   | ديوان مزاحم العقيلي                                                    | بيروت 2012م                           |
| 154   | ديوان الكُميت بن معروف الأسدي                                           | بيروت 2012م                           |
| 155   | كشف الأسرار في رسم مصاحف الأمصار/ محمد بن محمود الشيرازي الشافعي       | بغداد 1987م، الموصل 1991م مصر 2012م   |
| 156   | توجيه القرآن لأبي العباس أحمد بن علي المقرئ                            | مصر 2012م                             |
| 157   | تصحيح الوجوه والنظائر لأبي هلال العسكري                                | دبي 2016                              |
| 158   | المنهج الأمثل في تحقيق المخطوطات                                       |                                       |